# Мокуа (пещера)
Мокуа (англ. Moqua Caves) — геологическое образование, серия пещер, расположенных в округе Ярен небольшого тихоокеанского государства Науру.
Пещеры расположены в южной части острова Науру, недалеко от взлётно-посадочной полосы. Подземные пустоты соединяются с подземным озером Мокуа-Вел площадью 2000 м². Пещеры образованы в известняковых породах периода верхнего миоцена.